# 5433-as mellékút (Magyarország)
Az 5433-as mellékút egy bő 10 kilométeres hosszúságú, négy számjegyű mellékút Csongrád-Csanád vármegye területén; Üllést köti össze Ruzsa központjával.

## Nyomvonala
Üllés belterületének nyugati részén indul, az 5408-as útból kiágazva, annak a 30+400-as kilométerszelvényénél, délnyugat felé. Belterületi szakasza a Ruzsai út nevet viseli, de alig több mint fél kilométer megtétele után már külterületen jár. 2,6 kilométer után szeli át Ruzsa határát, az ötödik kilométerét elhagyva pedig áthalad a Domaszéki-főcsatorna felett. 6,2 kilométer urán éles irányváltással északnyugatnak fordul, de még a nyolcadik kilométere előtt visszatér a korábban követett irányához. Majdnem pontosan a tizedik kilométerénél éri el Ruzsa belterületének északkeleti szélét, ahol az Üllési út nevet veszi fel. Így ér véget, a község központjának keleti részén, beletorkollva az 5431-es útba, annak a 25+600-as kilométerszelvénye közelében.
Teljes hossza, az országos közutak térképes nyilvántartását szolgáló kira.gov.hu adatbázisa szerint 10,399 kilométer.

## Települések az út mentén
- Üllés
- Ruzsa